# Хаятабад
Хаятабад (урду حیات آباد‎) — престижный пригород Пешавара, административного центра пакистанской провинции Хайбер-Пахтунхва. Расположен на северо-западной окраине города. Граничит с ныне не существующими племенными территориями и находится недалеко от пересечения границы между Пакистаном и Афганистаном.
Проектировался, как жилой район недалеко от Пешавара и возник в конце 1970-х годов. Назван в честь Хаята Шерпао, бывшего губернатора провинции Хайбер-Пахтунхва, известного лидера Народной партии Пакистана.
В Хаятабаде имеется Управление развития Пешавара, несколько школ разного уровня, колледжей, национальный медицинский университет, государственные и частные больницы, клиники, общественные парки, несколько банков, спортивный комплекс и т. д.

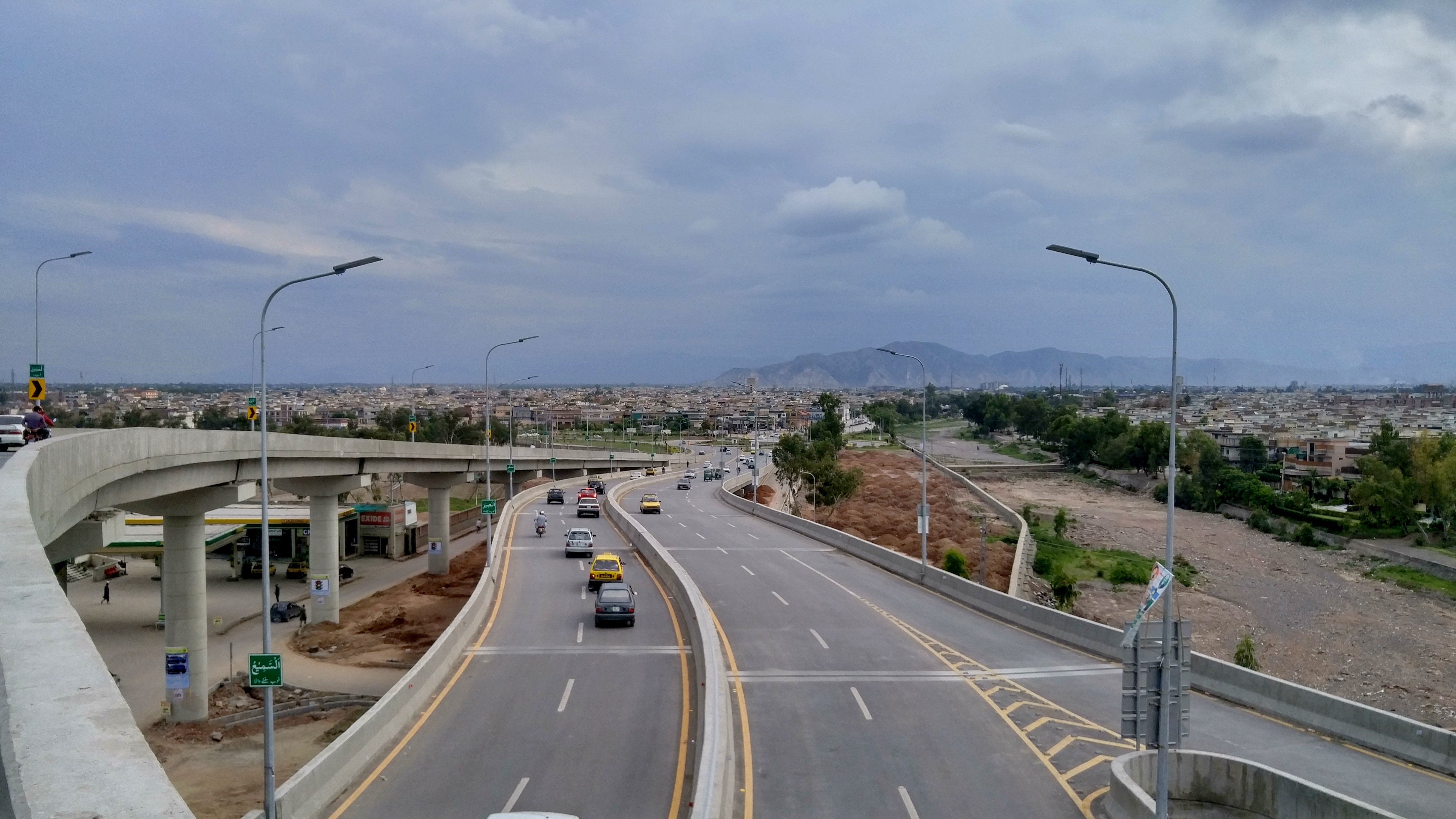
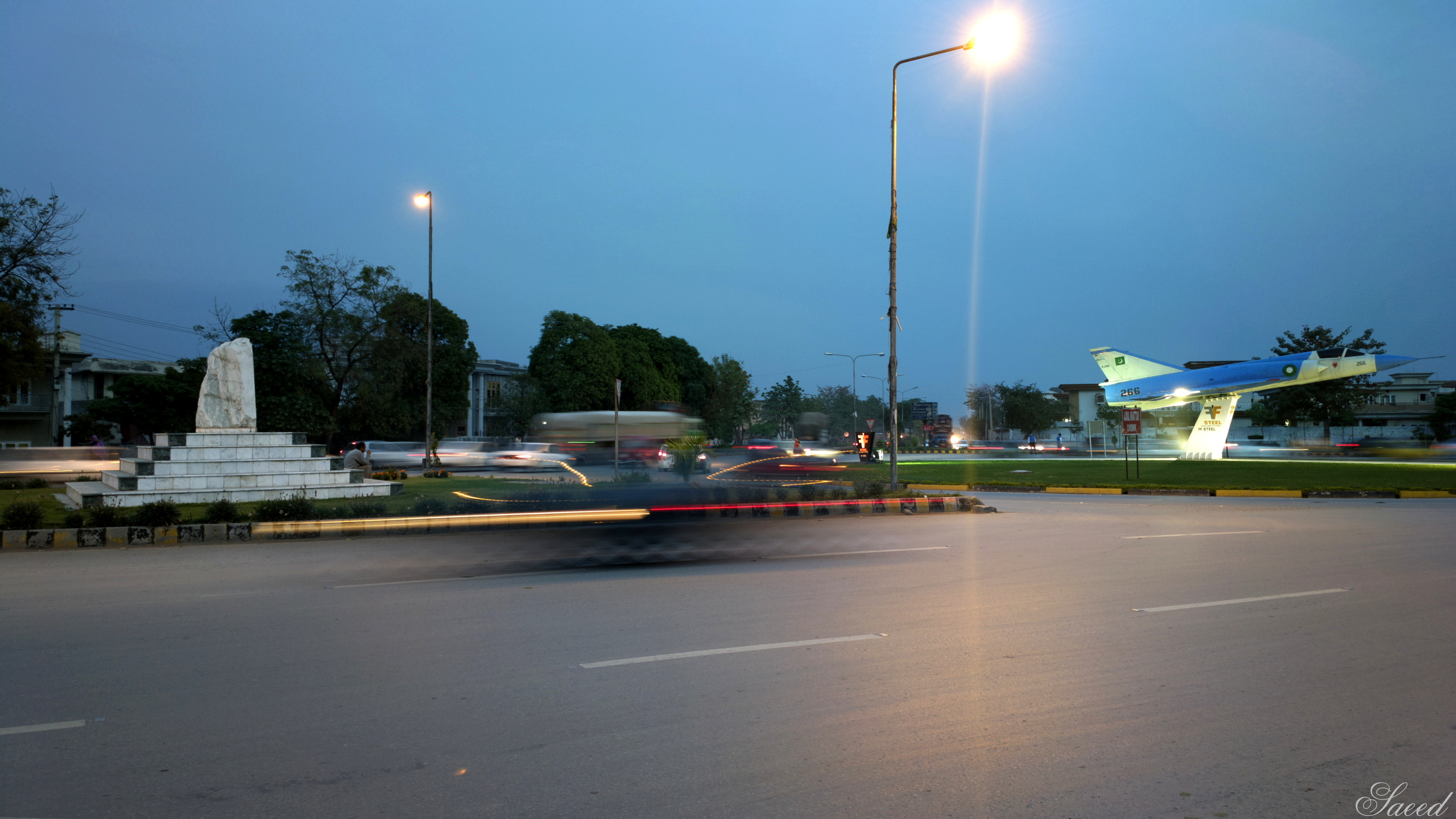
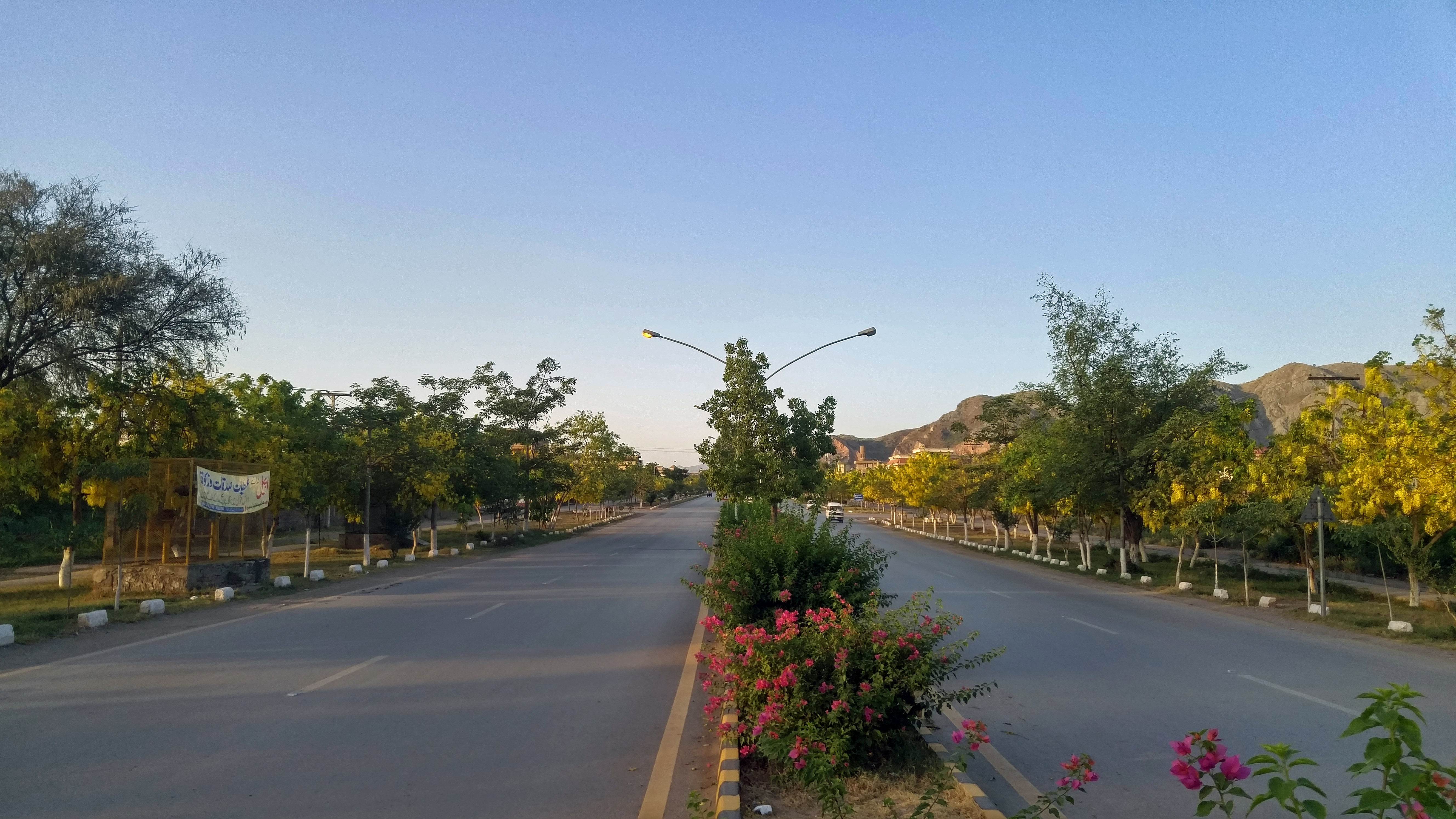
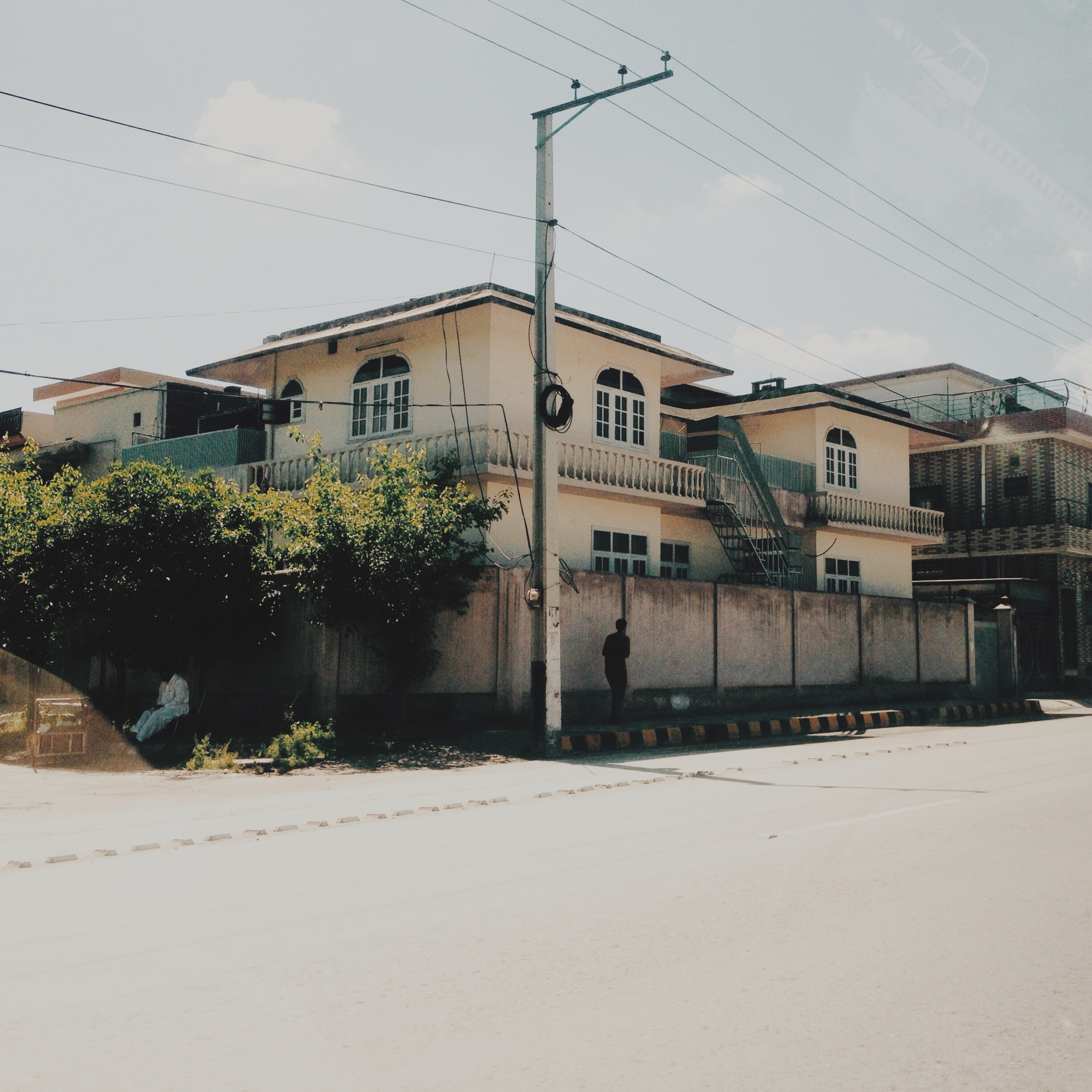